# Richard Strebel

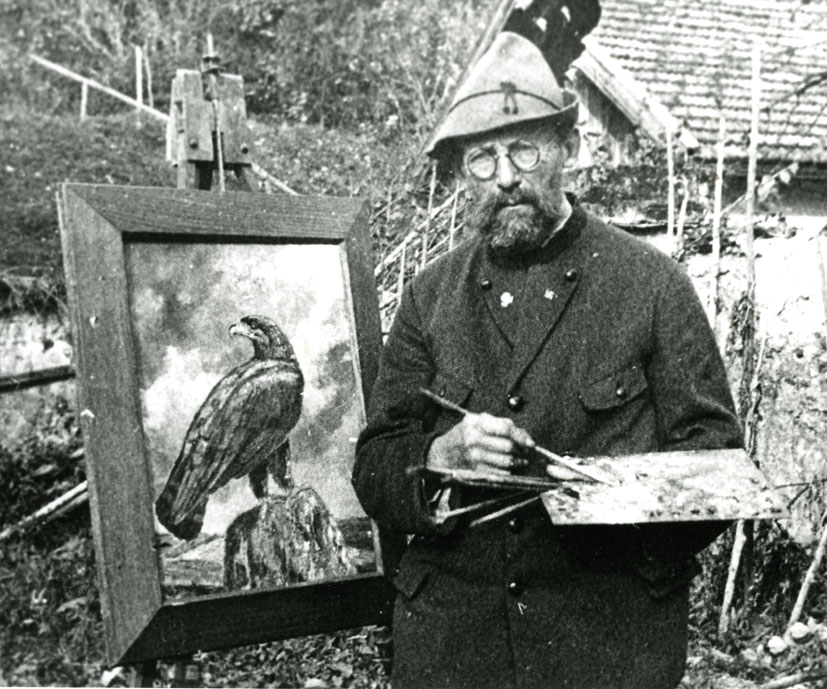
Fotografie von Richard Strebel (circa 1925)

Richard Hermann Strebel (* 28. Juni 1861 in Veracruz, Mexiko; † 3. April 1940 in Burghausen) war ein deutscher Hunde- und Landschaftsmaler sowie Autor kynologischer Veröffentlichungen.

## Leben
Strebel war das älteste Kind des Hamburger Kaufmanns, Malakologen und Archäologen Hermann Strebel. Er wuchs bis zu seinem 6. Lebensjahr in Veracruz auf. Dann siedelte die Familie nach Hamburg um. 1880 begann er seine akademische Ausbildung in Kassel bei den Professoren Hermann Knackfuß und Koch. 1881 wechselte er an die Akademie nach Karlsruhe zu den Professoren Hermann Baisch und Gustav Schönleber.
Zahlreiche Studienreisen fallen in diese Zeit (Holstein, Neuhaus am Schliersee, Glücksburg). 1886 übersiedelte Strebel nach München. Ab 1890 widmete er sich neben der Landschafts- vermehrt der Tiermalerei, insbesondere der Darstellung von Hunden. 1892 gründete er mit zahlreichen anderen Münchner Künstlern die Luitpold-Gruppe, mit der er fortan ausstellte. Er arbeitete zudem als Hundepreisrichter und -begutachter. 
In den Jahren 1903 bis 1905 erschien sein zweibändiges Werk Die deutschen Hunde und ihre Abstammung, das er mit zahlreichen Illustrationen und 27 Tafeln versah. Zeitgleich avancierte er zum gefragten Hundeporträtisten und arbeitete an verschiedenen kynologischen Veröffentlichungen als Verfasser von Fachartikeln und als Illustrator mit. Im Jahr 1919 übersiedelte Strebel von Gauting nach Raitenhaslach in der Nähe von Burghausen auf den Trutzhof. 
Der Maler war mit der Hundezüchterin Helene Strebel (geb. Simons) verheiratet, die unter dem Zwingernamen „Schwabing“ Schnauzer züchtete. 
Richard Strebel starb am 3. April 1940 im Alter von 78 Jahren in Burghausen. Die Akademie der Künste in München ernannte ihn 1944 posthum zum Professor.

## Werke

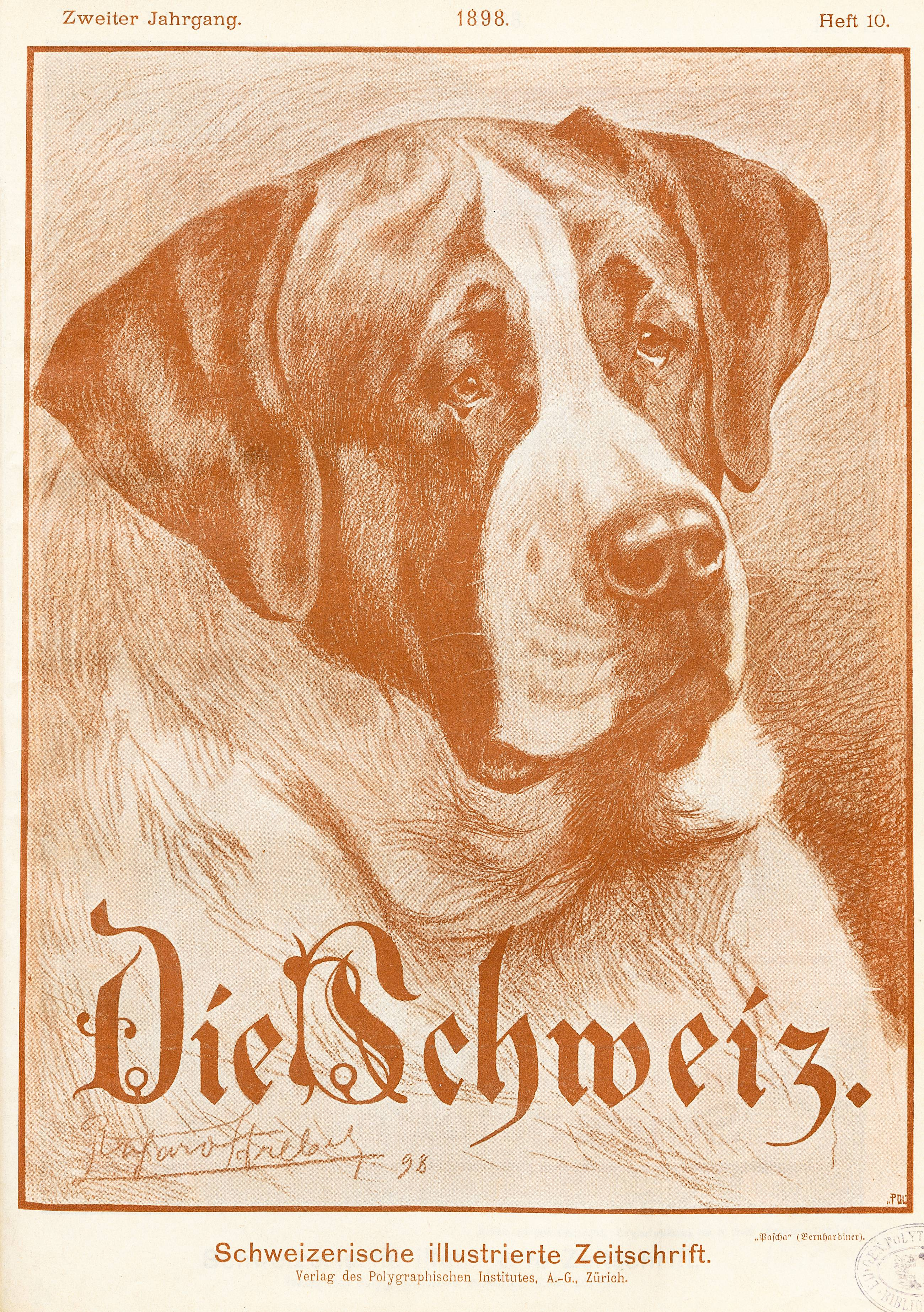
Der Bernhardiner Pascha, Zeichnung von Richard Strebel auf der Titelseite der Zeitschrift Die Schweiz, 1898

Richard Strebels Werk  ist stilistisch dem Naturalismus zuzurechnen, der besonders unter Hundeliebhabern hohe Anerkennung genoss.
Ausstellungen mit der Münchner Luitpold-Gruppe
- 1901: Große Berliner Kunstausstellung und Zürcher Künstlerhaus
- 1903: Münchner Glaspalast, Kunstausstellung Wertheim und Berliner Kunstsalon
- 1905: Städtisches Museum für Kunst und Kunstgewerbe Halle
- 1907: Jahresausstellung im Glaspalast, Hamburger Kunsthalle und Emil Richters Kunstsalon
- 1908: Württembergischer Kunstverein Stuttgart
- 1912: Frankfurt
- 1926: München Ausstellung Der Hund in der Kunst u. a.

Zwischen 1913 und 1919 schuf Strebel zahlreiche Illustrationen für die Münchner Zeitschrift Jugend (z. B. Titelblatt, 1918, Nr. 16)
Kynologisches Fachschrifttum
- Die deutschen Hunde und ihre Abstammung. 2 Bände, 1903–1905 (Neudruck zum 125. Geburtstag von Richard Strebel, Kynos Verlag, Mürlenbach/Eifel 1986).
- Mitarbeit an Max Siber: Die Hunde Afrikas. St. Gallen 1899, und Die Hunde Asiens. St. Gallen o. J.
- Veröffentlichungen und Illustrationen u. a. in: Blätter für Pinscherfreunde, Mitteilungen des Pinscher-Schnauzer-Klubs, Hundesport und Jagd, Die Rassekennzeichen der Hunde (München 1905), Der Zwergschnauzer (Josef Berta, Erfurt um 1905), Die Erziehung des jungen Hundes im ersten Lebensjahr (Rudolf Löns, Eberbach am Neckar 1920).

## Bilder

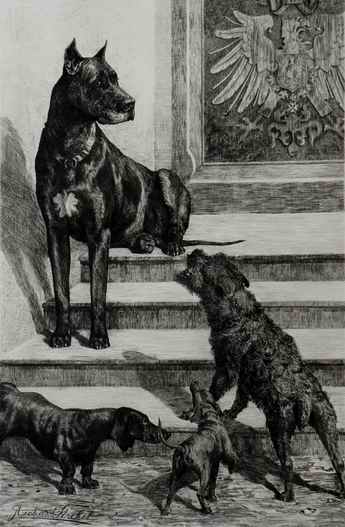
Richard Strebel, Burghausen, Bismarck und die Parteien, Radierung, 1. April 1895
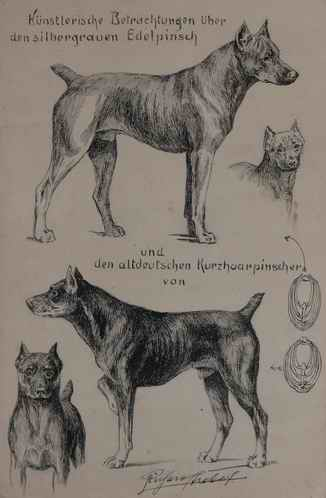
Richard Strebel, Burghausen, Hundestudien, 1900
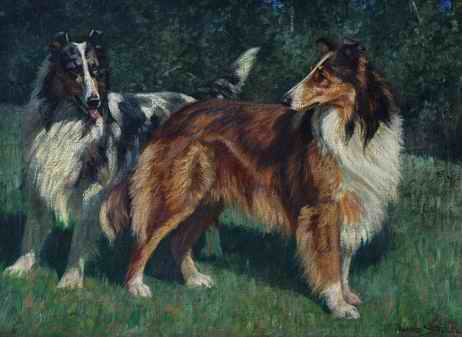
Richard Strebel, Burghausen, Eine Herausforderung, Ölfarben auf Leinwand, 1905
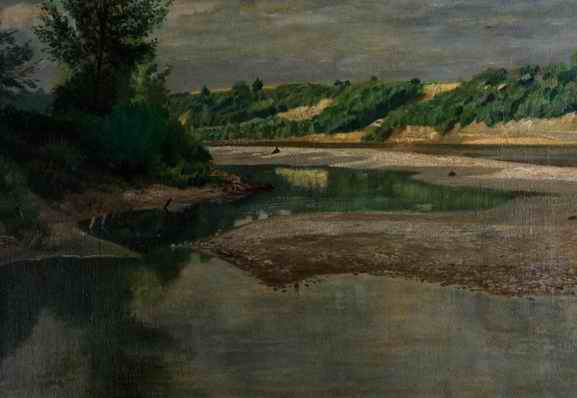
Richard Strebel, Burghausen, Salzach, Ölfarben auf Leinwand, ca. 1900

## Ehrungen und Gedenken

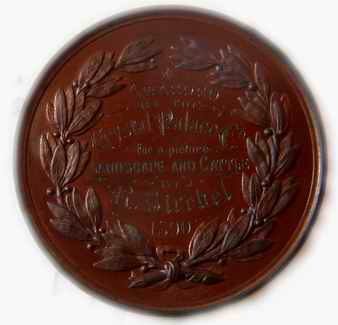
Bronzemedaille, London Crystal Palace, 1890

- 1890: Bronzemedaille, London Crystal Palace
- 1944: postume Ernennung zum Professer an der Kunstakademie München
- Richard-Strebl-Straße im Burghauser Gemeindeteil Scheuerhof
- 2008/2009: Sonderausstellung Richard Strebel, ein deutscher Künstler und Kynologe in der Sammlung Dr. Fleig des Europäischen Hundemuseums
- 2011: Sonderausstellung Richard Strebel – zum 150. Geburtstag vom 29. Mai bis 3. Juli 2011 im Abteistöckl, Kloster Raitenhaslach